# Simplu

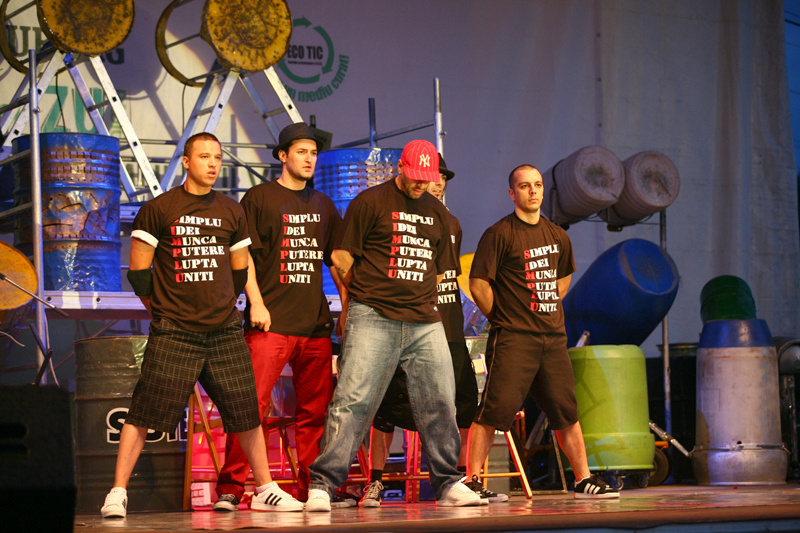
Simplu

Andra și Simplu is een Roemeense rockband. Deze band kwam in het nieuws vanwege het feit dat ze zich wilde kwalificeren voor de finale van het Eurovisiesongfestival 2007, maar vlak voor de nationale finale werd gediskwalificeerd.

## Eurovisiesongfestival
Andra si Simplu wilde graag deelnemen aan het Eurovisiesongfestival voor het jaar 2007. Ze kozen voor het ritmisch sterke Dracula, my love. Het liedje was zó populair dat ze al van tevoren (voor überhaupt deelgenomen te hebben aan de nationale finale) gezien werd als de grote winnaar. Door bookmakers werd zelfs voorspeld dat dit liedje voor Roemenië eindelijk de overwinning tijdens het Eurovisiesongfestival zelf zou betekenen.
Er werd echter roet in het eten gegooid. Het liedje werd namelijk in 2005 al publiekelijk uitgevoerd, hetgeen tegen de regels van het Eurovisie is om deel te mogen nemen aan het Eurovisiesongfestival.
Uiteindelijk werd de band - samen met nog twee andere inzendingen - gediskwalificeerd van deelname aan de Roemeense nationale finale. De groep die uiteindelijk won heette Locomondo en nam voor het Eurovisiesongfestival deel met het liedje Liubi, liubi I love you.